# Corps-Mort
Pour l’article homonyme, voir Corps-mort.
Le Corps-Mort est une île située en plein milieu du golfe du Saint-Laurent. Elle s'allonge sur quelques dizaines de mètres, a la forme d'un être couché, comme mort, et se trouve à moins de 15 kilomètres au large de l'île du Havre Aubert (Îles-de-la-Madeleine), vis-à-vis l'Étang-des-Caps, à l'ouest de l'île. La formation géologique du Corps-Mort donne une tête de basalte noir, un corps vert lézard et queue rouge madelinot.  L'île a déjà servi aux pêcheurs, venus s'approvisionner en morue, mais demeure aujourd'hui un paradis sauvage, propriété privée de Gaston LaPierre et visité principalement par les plongeurs. C'est un refuge naturel pour les poissons, les phoques et plusieurs oiseaux, tels le cormoran et les guillemots (genres Uria et Cepphus ).

## Toponymie
L'origine du nom du Corps-Mort est incertaine. Selon l'ethnographe Luc Lacourcière l'île aurait été nommée ainsi à cause d'un arbre mort. Il est cependant plus vraisemblable que le nom fasse simplement référence au corps-mort, le lieu servant d'amarrage au bateau.